# Философия в Беларуси
Философия в Белоруссии (бел. філасофія ў Беларусі) — философская мысль, возникшая на исторической территории Белоруссии. Сложный процесс формирования духовной культуры Белоруссии приводил к тому, что белорусские философы писали свои тексты на языках доминирующих народов (полілінгвізм): польском (Нарбут) и русском (Грицанов, Манеев), что позволяет рассматривать таких мыслителей как в контексте белорусской, так и соседних культур.

## Проблемы изучения
Проблемы изучения философии Белоруссии связаны с условиями ее формирования:
- существование белорусских земель в разных геополитических образованиях
- отсутствие единого языка
- развитие в поликонфесиональном и мультикультурном пространстве

В связи с этим можно сказать, что предмет истории философии Белоруссии является достаточно широким, выходит за территориальные и языковые рамки собственно "белорусскости" и включает в себя всё значимое для белорусской культуры, что так или иначе было воплощено в различных формах интеллектуальной деятельности.

## История

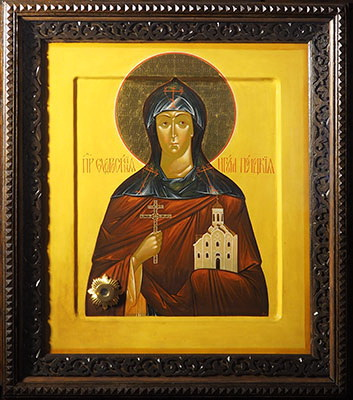
Евфросиния Полоцкая

### Средневековье
Возникновение философии на белорусских землях неотрывно связано с появлением письменности. Культурное и интеллектуальное влияние Византии, происходившее как посредством Христианизации, так и посредством введения письменности, привнесло не только интеллектуальное наследие Отцов Церкви, но и достижения древнегреческой философии. Интеллектуальная доминация, возникшая на основе синтеза платонизма, аристотелизма и философии Отцов Церкви, приобрела свои особенности в регионе благодаря фигурам Евфросинии Полоцкой и Кириллы Туровского. Данный период характеризуется доминированием христианской проблематики, где не последнее место занимала критика язычества и греческой философии.

### Эпоха Возрождения

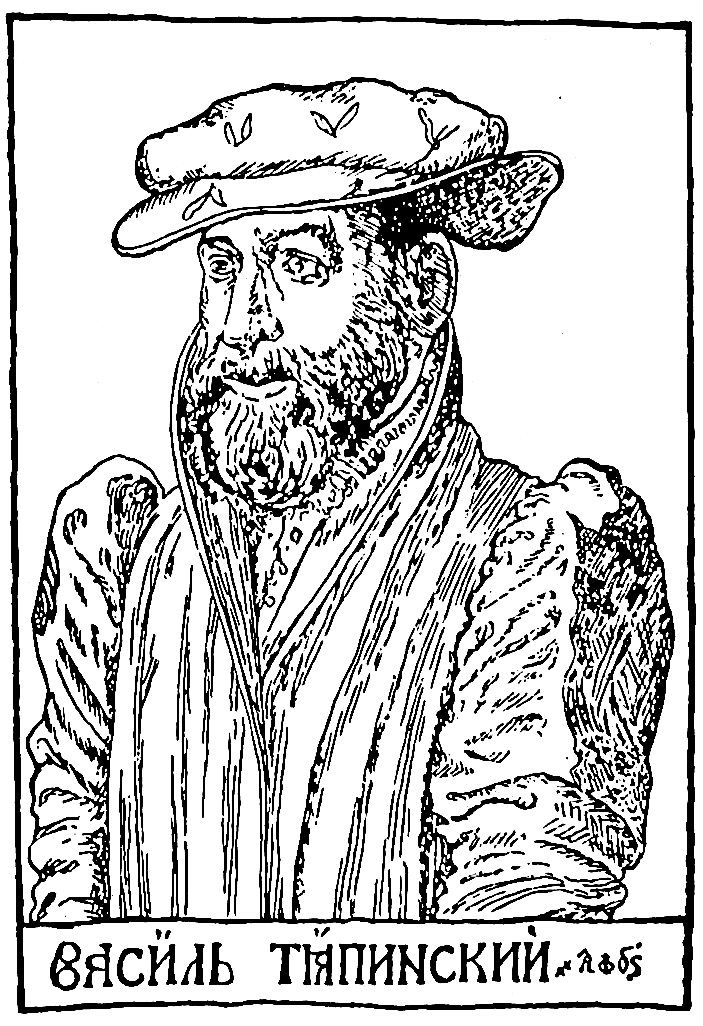
Василий Тяпинский

Эпоха упадка Средневековья (Ренессанс), которая прежде всего связана с югом Европы и локализуется в Италии, оказала влияние на региональную традицию мышления. Доминантой этого периода является раскрепощение светскости, а также сочетание философских и социально-политических идей, что было не характерно для расцвета Средневековья. Наиболее ярким представителем эпохи Возрождения в локальной традиции является Франциск Скорина, который перевел и издал Библию, а также написал для нее предисловие и некоторые комментарии. Безусловным достижением Возрождения на этой территории являются Статуты Великого княжества Литовского.

### Эпоха Реформации
Философия позднего Ренессанса (Реформация) проявилась в двух чрезвычайно существенных для региональной традиции мышления позициях. Первая позиция заключалась в переводе религиозной литературы на местный язык, особенным вниманием наделяется концепт «свободы» (Симон Будный, Василий Тяпинский, Андрей Волан). Вторая позиция заключалась в расцвете полемической литературы, где мыслители в форме диспута пытались обнаружить точки совпадения и разъединения многих конфессий региона (Мелетий Смотрицкий, Стефан Зизаний, Афанасий Филиппович, Пётр Скарга, Ипатий Поцей, Иосиф Рутский).

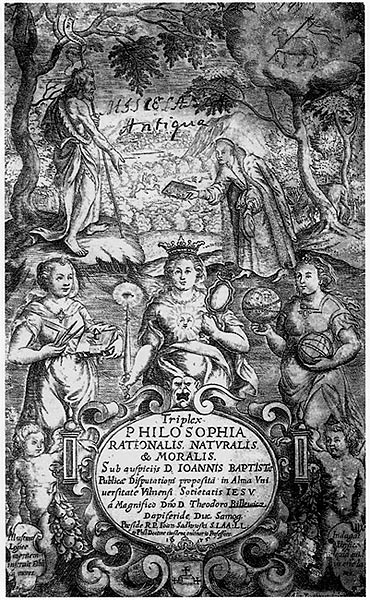
Титульный лист книги Т. Билевича «Рациональная философия ...», 1675 г

### Контрреформация и вторая схоластика
Реформация, ставшая основной опасностью католицизма в Европе породила орден Иезуитов, который боролся с еретиками с помощью латинского образования и мышления. Приобретя авторитет в Европе, орден Иезуитов начал распространять свою деятельность дальше на восход. Создав наиболее разветвленную систему образования, Иезуиты стали основной образовательной силой региона. С этим связана актуализация латинского языка в философской и научной жизни, а также возвращение средневековой религиозной проблематики, что проявилось в феномене Второй схоластики (Матей Сарбевский, А. Коялович, Т. Билевич и др.).

### Эклектика
Изменение интеллектуальной парадигмы в Европе (когда авторитетное первенство от университетских профессоров перешло к интеллектуалам, которые ранее стояли на маргинесе философской жизни (Декарт, Спиноза, Лейбниц)) породило в местном контексте попытку синтеза университетской схоластики с приобретениями нового философского течения (А. Скаульский, С. Шаурский и др.).

### Просвещение

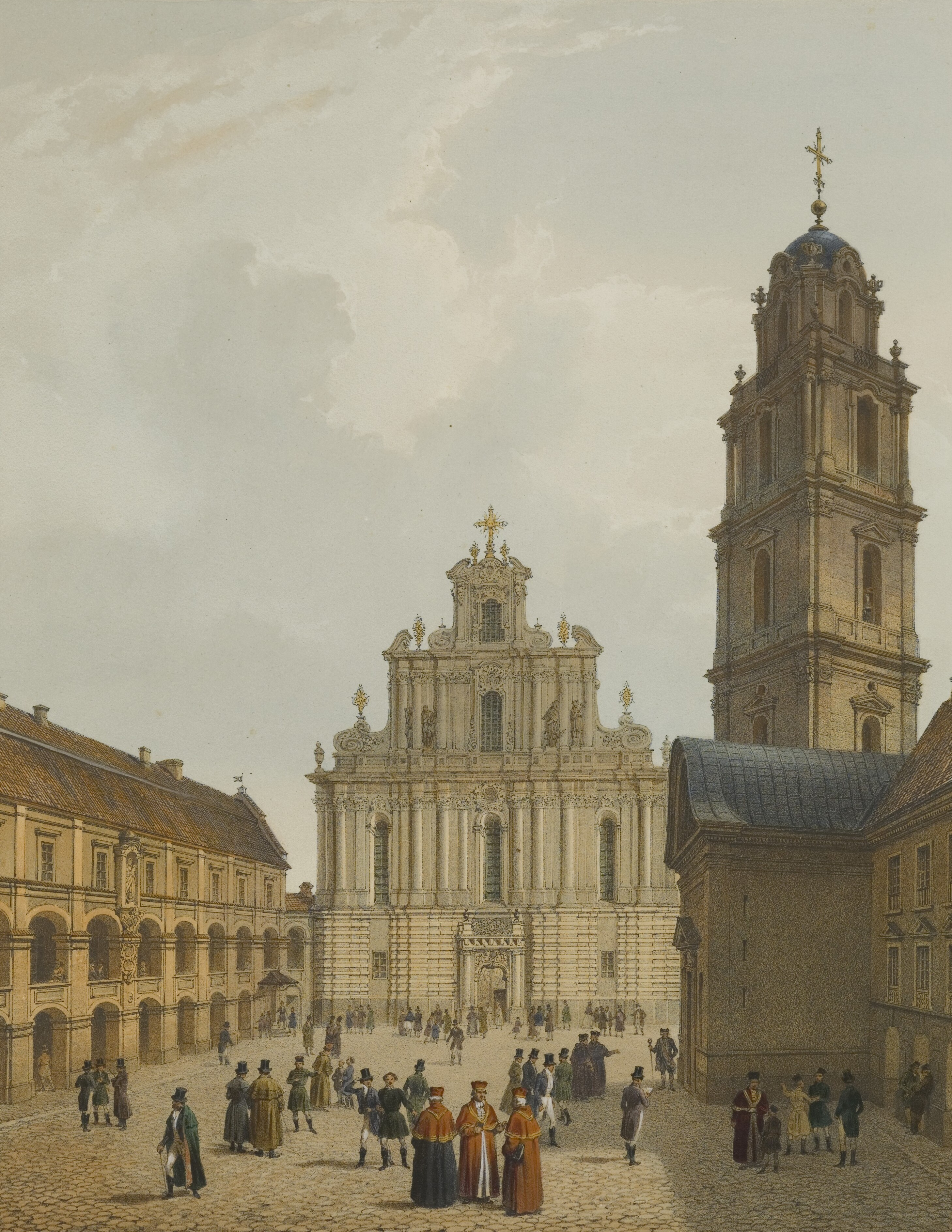
Костёл Св.Иоаннов и Большой двор Виленского университета (1840-1850-е)

Эпоха Просвещения, как и другие философские эпохи, в местном контексте также приобретала периферийные черты. Появилась как реакция на интеллектуальный вызов нового философского направления, главной фигурой которого был Иммануил Кант. Центром просвещения стал Виленский университет, в стенах которого схоластические достижения университетской науки соединялись с изучением позитивной науки. В отношении нового философского течения профессура разделилась на критиков (Бенедик Дабшевич, Анджей Снядецкий, Анёл Довгирд) и последователей (И. Быховец, Ю. Галуховский).

### Романтизм
Разделы Речи Посполитой, а также закрытие Виленского университета привели к "растеканию" региональной традиции мышления в интеллектуальные центры Российской Империи (Варшава, Петербург, Москва). Это же стало причиной изменения пути проникновения философских актуальных течений в периферийное пространство региона. На этот раз проникновение происходило не через Запад, но через Россию. Яркими представителями романтизма являются Адам Мицкевич, Ян Чечот, Ян Борщевский, В. Дунин-Марцинкевич. Как и везде, местный романтизм с вниманием относиться к фольклору, эксплуатирует тему народных поверий, а также обращается к национальной проблематике (возврат литвинизма).

### Социально-демократический период
Актуализация социально-демократической проблематики в Европе приводит к появлению этого течения и в местном ареале. Посредничество снова происходит через Петербург и Москву. Популярность приобретают темы свободы и социального равенства. В то же время, отличительной чертой является стремление к национальной общности с освобождением, что создает условия для развития не чистой социальной проблематики, а антиколониального мышления (Кастусь Калиновский, Ф. Богушевич, Игнат Абдиралович). Тот же постколониальной вектор обусловил окончательное сепарированное дробление региональной интеллектуальной традиции на ряд национальных, а именно Польской, Белорусской, Литовской и Украинской.
Стоит добавить, что ряд ученых, мыслителей и философов также стали считать себя частью общерусской традиции, хотя исследовали региональную проблематику (Адам Мицкевич, Михаил Осипович Коялович и др.).

### Белорусская советская философия
Институализация белорусской философии началась в 1921 году после открытия Белорусского государственного университета, при котором существовал факультет общественных (грамадскіх) наук. В советский период белорусская философия развивалась под сильным влиянием марксизма, целью которого было преобразование мира (пераўтварэнне свету) и построение коммунистического общества (грамадства). Средством этого преобразования является классовая борьба (класавая барацьба) и революция (рэвалюцыя). C 1931 года отсчитывает свои историю белорусский Институт философии (Інстытут філасофіі). В 1973 году появилось Белорусское философское общество (Беларускае філасофскае таварыства) как отделение Философского общества СССР.

### Современная философия Беларуси
Современная белорусская философия неотъемлемо связана с белорусской советской философией: интеллектуальные разделы и фокусирование проблематики напрямую связаны с институциональным делением белорусской советской философии.
После развала СССР большинство исследователей находились в растерянности: одна часть должна была и дальше "паразитировать" на советском варианте марксистской философии (затем это направление вылилось в государственную белорусскую идеологию), а другая вынуждена была искать новые пути развития философской мысли.
Институт философии сконцентрировался на белорусском контексте, а именно на более основательном исследовании белорусской интеллектуальной традиции. Этот вектор породил такие интеллектуальные течения в белорусской философии как "философию пограничья" (Игорь Бобков) и этнокосмологию (Сергей Санько).
В рамках образовательной парадигмы кафедральное разделение закрепилось в более прочное, университетское. Был создан Европейский гуманитарный университет, который сконцентрировался на исследованиях в русле современной европейской философии (Владимир Фурс, Татьяна Щитцова, Ольга Шпарага и др.) (Западный вектор штудии), а Белорусский государственный университет приоритет отдал философии науки и восточному вектору штудии.
Помимо институционального пространства философии в Белоруссии, национальное возрождение вытолкнуло на поверхность отличительную форму мышления - Белорусскую философию, особенностью которой является исследование местного контекста, пристальное внимание к истории философии региона, а также белорусский язык как основной инструмент мышления (Валентин Акудович, Игорь Бобков, Петр Рудковский и др.).